# Monte Carlo (film)
 For alternative betydninger, se Monte Carlo (flertydig). (Se også artikler, som begynder med Monte Carlo)
Monte Carlo er en amerikansk romantisk komedie film instrueret af Thomas Bezucha. Nicole Kidman, Denise Di Novi, Arnon Milchan og Alison Greenspan producerede filmen for 20th Century Fox og Regency Enterprises. Den begyndte produktionen i Harghita, Rumænien den 5. maj 2010.
Monte Carlo handler om tre venner, Selena Gomez, Leighton Meester og Katie Cassidy, der er forklædt som velhavende jetsetter i Monte Carlo, Monaco. Filmen blev udgivet den 1. juli 2011. Den er udstyret med sangen "Who Says" af Selena Gomez & the Scene og en lang række sange af den britiske sanger Mika.